# 牧野紘子
牧野 紘子（まきの ひろこ、1999年8月20日 - ）は、日本の女子競泳選手。パリ2024オリンピック日本代表選手。種目は個人メドレー・バタフライ。所属は東京ドーム・あいおいニッセイ同和損害保険。早稲田大学大学院教育学研究科博士後期課程在学中。父親は東京大学教授。

## 経歴・人物
1999年8月20日、千葉県に生まれる。幼少期は大阪府で生活し、3歳の時に水泳を習う兄の影響で水泳を始める。
小学校1年時に東京都新宿区へ転居し、新宿区立津久戸小学校に通学。東京スイミングセンターにて、本格的に水泳を始める。小学校時代には2年から6年までの5年間、新宿区の学童記録を樹立し、100m個人メドレー（25m短水路プール）では4年から6年までの新宿学童記録を現在も保持。
小学校6年時に、第34回全国JOCジュニアオリンピックカップ夏季水泳競技大会女子200m個人メドレーで学童新記録をマークし優勝。
2012年、「水泳だけでなく勉強もしっかりやれる人になりたい」と中学受験し、東京大学教育学部附属中等教育学校に進学。勉学にも熱心な家庭で、他の兄弟も国立大学附属中学に進学している。
1年生時は、第52回全国中学校水泳競技大会（栃木県立温水プール館）にて個人メドレー2種目を制覇。同年のアジア水泳選手権（カタール・ドーハ）では日本代表に選出され、女子400m個人メドレーで金メダル（1位）を獲得した。しかし、2年生になるとスランプに陥り、いくら泳いでも記録が出ない悪循環に陥ったことから環境転換を図り、東京スイミングセンターから東京ドームへの移籍に踏み切る。
前期課程（3年生）時は、スランプを脱して記録も上昇するようになり、2014年の第90回日本水泳選手権大会女子400m個人メドレーB決勝では4分41秒92の中学校記録を樹立。この年には池江璃花子、持田早智、長谷川涼香、今井月など同年代の選手たちと並び第6回ジュニアパンパシフィック大会（アメリカ合衆国・ハワイ州マウイ島）の日本代表チームに選出。
第91回日本選手権の女子200m個人メドレーで2分12秒29の世界ジュニア記録（当時）を樹立。
2016年、リオデジャネイロオリンピックを目指し、第92回日本選手権へ出場。決勝レースで敗退し、オリンピック出場を逃す。リオデジャネイロオリンピックには同年代の池江、持田、長谷川、今井が出場した。平成28年度全国高等学校総合体育大会水泳競技大会では女子200m個人メドレーで大会新記録を更新。2分11秒16のタイムで優勝。
2017年1月、東京都選手権女子400m個人メドレーで4分36秒61の高校新記録を樹立。同年4月、高校3年（6年生）、第92回日本選手権（日本ガイシホール）で、自身の主力種目である400m個人メドレーで7位。大会3日目に出場した女子200mバタフライでは、長谷川涼香に次いで2分7秒15のタイムで2位。2017年世界水泳選手権（ハンガリー・ブダペスト）派遣標準記録をクリアし、世界選手権日本代表選手決定。。
2017年、世界選手権ブダペスト大会出場。世界選手権には合計3度の出場経験となる。
2018年3月、東京大学教育学部附属中等教育学校卒業。同年4月、早稲田大学教育学部入学。
2022年3月、早稲田大学教育学部教育学科初等教育学専攻卒業。同年4月、あいおいニッセイ同和損害保険に入社。
2024年3月、早稲田大学大学院教育学研究科博士前期課程修了。同年4月、早稲田大学大学院教育学研究科博士後期課程入学。
2024年パリオリンピック競泳女子200メートルバタフライで、準決勝2分9秒16のタイムで全体の13位。決勝進出を逃す。
女子800メートルリレー予選では第3泳者を務め（第1泳者が池本凪沙、第2泳者が小堀倭加、第4泳者が白井璃緒）、7分59秒10のタイムで予選1組の6位、全体の13位。決勝進出を逃す。